# Oancea
Oancea es una comuna ubicada en el distrito de Galați, Rumania.

## Superficie
Posee una superficie de 52,27 kilómetros cuadrados.

## Demografía
Hasta 2021 la población era de 1183 habitantes, con una densidad de población de 22,63 habitantes por kilómetro cuadrado.